# Liste der Monuments historiques in Civaux
Die Liste der Monuments historiques in Civaux führt die Monuments historiques in der französischen Gemeinde Civaux auf.

## Liste der Bauwerke
| Bezeichnung                  | Beschreibung                    | Standort                 | Kennzeichnung | Schutzstatus | Datum | Bild           |
| ---------------------------- | ------------------------------- | ------------------------ | ------------- | ------------ | ----- | -------------- |
| Kirche St-Gervais-St-Protais | Erbaut im 12. Jahrhundert       | (Lage)                   | PA00105426    | Classé       | 1913  | weitere Bilder |
| Reste eines antiken Tempels  |                                 | Place de l'Eglise (Lage) | PA00105427    | Classé       | 1964  | weitere Bilder |
| Gallo-römischer Friedhof     |                                 | (Lage)                   | PA00105425    | Classé       | 1924  | weitere Bilder |
| Tour aux Cognons             | Turm, erbaut im 11. Jahrhundert | (Lage)                   | PA00105428    | Inscrit      | 1927  | weitere Bilder |

## Liste der Objekte

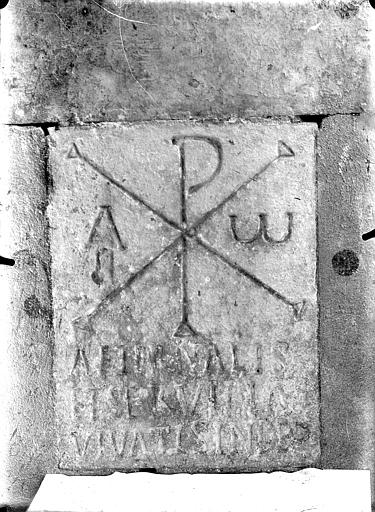
Einritzungen aus dem Hochmittelalter in einem Stein der Apsis in der Kirche St-Gervais-St-Protais

- Monuments historiques (Objekte) in Civaux in der Base Palissy des französischen Kultusministeriums